# اگساوالی
اگساوالی (به انگلیسی: Agasavalli) یک منطقهٔ مسکونی در هند است که در کارناتاکا واقع شده‌است.